# Kliper (żaglowiec)

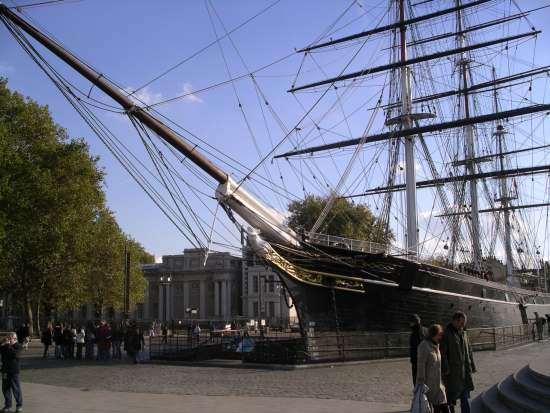
Cutty Sark w suchym doku w Greenwich

Kliper – smukły, bardzo szybki żaglowiec z ożaglowaniem typu fregata, noszący na każdym z trzech lub czterech wysokich masztów nawet do siedmiu żagli rejowych oraz dodatkowe żagle boczne, tzw. lizele, rozpinane na przedłużających reje wytykach, nie licząc sztaksli przednich i międzymasztowych. Nazwa pochodzi od angielskiego clip (pot. ‘duża szybkość’). Klipry narodziły się na początku XIX w. w USA i były bezpośrednimi przodkami współczesnych wielkich żaglowców. Osiągały rekordowe prędkości – dochodzące do 21 węzłów. Miały bardzo smukłe i stosunkowo wąskie kadłuby, oraz ostre, mocno wysunięte na wysokości bukszprytu dzioby. Wymiary: ok. 50 m długości i 10 m szerokości, zaś pojemność wynosiła przeciętnie ok. 1000 BRT. Były konstruowane specjalnie do jak najszybszego pokonywania tras. Pierwsze klipry były budowane z lekkich materiałów, a więc niezbyt wytrzymałe, za to podlegające olbrzymim naprężeniom mechanicznym z powodu swojej szybkości i do tego z powodu swojej smukłości mniej ładowne od innych żaglowców. Przeciętny okres eksploatacji tych jednostek z początku nie przekraczał nawet dziesięciu lat, a mimo to klipry zarabiały na siebie. Najbardziej sławne były brytyjskie klipry herbaciane z lat sześćdziesiątych XIX w. o kształtach kadłubów zbliżonych niemalże do regatowych jachtów. Najbardziej znanym z nich jest Cutty Sark, jedyny kliper zachowany do dziś w Londynie.
Klipry obsługiwały dalekie trasy, przewożąc nietrwałe ładunki oraz pocztę. Były statkami towarowo-pasażerskimi. Przewoziły pasażerów podczas gorączki złota w Kalifornii trasą ze wschodniego wybrzeża USA z opłynięciem Hornu, oraz do Australii (trasą z Europy wokół Afryki). Ponieważ klipry były wykorzystywane głównie na trasach wymagających krótkiego czasu przejścia – rozgrywano na tych statkach zwyczajowe, nieformalne regaty, gdy raz do roku, mniej więcej w tym samym czasie, cała kawalkada żaglowców ruszała po herbatę do Chin, lub później po zboże do Australii. Trasę tę, wykorzystującą stałe wiatry wiejące wzdłuż 40 i 50 równoleżnika na półkuli południowej, nazywano często szlakiem kliprów. Klipry zostały wyparte dopiero przez parowce, a dodatkowo do ich upadku przysłużyły się: budowa linii kolejowej w Przesmyku Panamskim oraz Kanał Sueski, z którego skrótu klipry nie mogły korzystać z powodu niekorzystnych wiatrów.
Czasem błędnie kliprem nazywa się okręt USS Constitution, który posiadał jedynie ożaglowanie typowe dla kliprów. Zdecydowanie na wyrost nazywane są kliprami niektóre statki wycieczkowe.
Tradycje kliprów i ich rejsów były kontynuowane poprzez nazewnictwo samolotów przez nieistniejące już dziś amerykańskie linie lotnicze Pan Am.
Jedynym kliprem pod polską banderą handlową był żaglowiec szkolny Lwów – zbudowany w Anglii statek, który m.in. w dniu 13 sierpnia 1923 roku w drodze z Europy do Brazylii jako pierwszy polski statek przeciął równik. Dowodził nim wtedy kmdt. kpt. ż. w. Tadeusz Ziółkowski. Statek ten zaczynał swoją karierę morską jako pełnorejowiec Chinsura, a zakończył jako hulk mieszkalny dla załóg polskich okrętów podwodnych. Został uwieczniony w dwóch książkach kpt.ż.w. Karola Olgierda Borchardta: "Znaczy Kapitan" i "Kolebka nawigatorów". Osobny rozdział poświęcili barkowi Lwów także Miciński, Twardowski i Huras w II tomie "Księgi Statków Polskich" oraz Miciński i Kolicki w "Pod polską banderą" (W. M. Gdynia 1962, Biblioteka "Morza" poz. 2).
Na wzór klipra w 2000 roku zbudowana została holenderska fregata Stad Amsterdam.